# Vårdkasberget
Vårdkasberget är ett berg vid Härnösand på Härnön i Ångermanland med en höjd av 175 meter över havet. Det tornar över Härnösand, och både Härnön och Härnösand har fått sina namn av det hjässliknande berget.

## Användning
Bilväg finns till toppen och utsiktstornet där.

### Skidbackar
Vintertid kan man åka utför fyra backar med två skidliftar och belysning, och där finns också en raststuga. Backarna ligger i läge mot söder, och de är:
- långsvängen, 800 meter
- stora backen, 550 meter
- teknikbacke, 300 meter
- barnbacke, 250 meter, samt bredvidliggande pulkabacke

En kafeteria på berget drivs av Härnösands Alpina.
Sommartid används backen ibland för biltävlingar enligt internationella regler. För mountainbike finns två uppskyltade banor i sluttningarna, där SM-tävlingar bland annat hållits 2005 och 2016. Banorna är konstruerade av Härnösands Cykelklubb.

### Motionsspår
Vårdkasberget har ett stort antal motionsspår och vandringsleder. För skidåkning, löpning och promenader finns fyra motionsspår, med sträckor från 2,2 till 8 km längd. Dessutom finns en "trailbana" på 21 kilometers längd.
Elljusen längs med motionsspåren släcks kvällstid klockan 22:00. Vintertid är spåren pistade för både klassisk och skejtskidåkning.

### Utsiktstorn
På 1920-talet restes ett äldre utsiktstorn ägt av Svenska Turistföreningen stått på toppen. Det stängdes dock av säkerhetsskäl.
I december 2007 stod ett nytt utsiktstorn färdigbyggt, på uppdrag av Härnösands kommun. Tornet, som invigdes året därpå, påminner om den vårdkase som tidigare fanns på bergets topp. Utsiktstornet har tre plan, och dess stora trappa ger möjlighet till sittplatser, alternativt som scen eller start vid slalomtävlingar.
Vårdkasen på berget används bland annat våren 1721. Då skulle en tänd vårdkase signalera att Rysslands armé var på väg, vilket då innebar att alla invånarna blev tvungna att fly ut ur staden.